# Tiszafüred
Tiszafüred è una città di 11.347 abitanti situata nella contea di Jász-Nagykun-Szolnok, nell'Ungheria centro-orientale.